# Паччілайпаллі (підрозділ окружного секретаріату)
Підрозділ окружного секретаріату Паччілайпаллі — підрозділ окружного секретаріату округу Кіліноччі, Північна провінція, Шрі-Ланка. Складається з 18 Грама Ніладхарі.